# Kuhtrainer

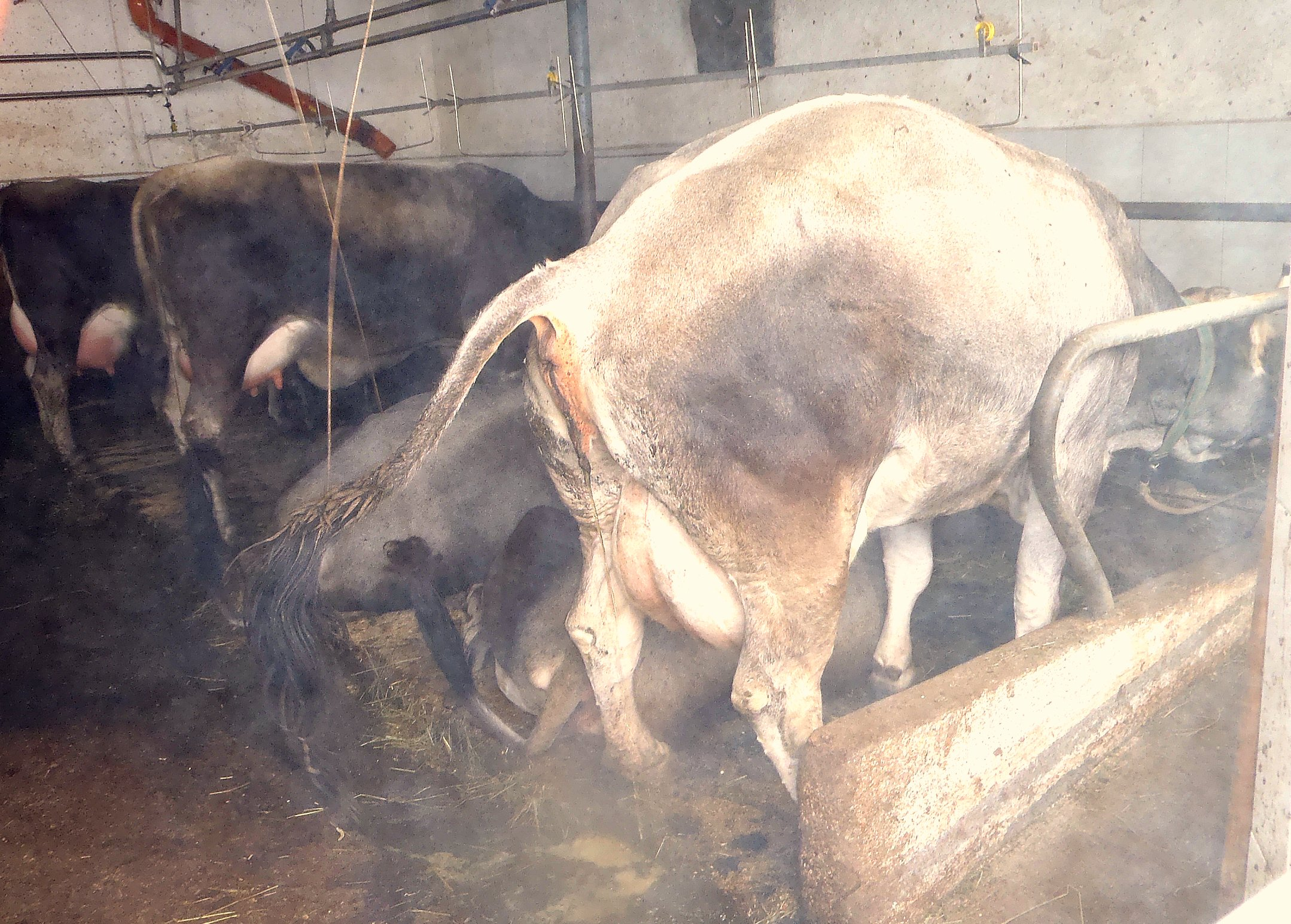
„Kuhtrainer“ über dem Nackenbereich von Milchkühen in Anbindehaltung, Südtirol 2010

Als Kuhtrainer wird ein temporär, seltener ein permanent unter Strom stehender Metallbügel bezeichnet, der die Tiere beim Koten/Harnen zum Zurücktreten bis an den Mistkanal zwingen soll. Der Kuhtrainer findet vor allem in der Anbindehaltung von Rindern Verwendung. Er wird etwa fünf Zentimeter über dem höchsten Punkt des Rückens angebracht. Wenn die Kuh zum Abkoten den Rücken wölbt, erhält sie – ähnlich der Berührung eines Elektrozauns – einen Stromschlag, der sie veranlasst, einige Schritte nach hinten zu treten, in Richtung Kotgraben auf der Stallgasse. Wenn sie dort kotet, erhält sie keinen Stromschlag. Der Kuhtrainer dient also der Sauberhaltung der Boxen. Die Tiere kommen jedoch nicht nur beim Koten und Harnen mit dem Kuhtrainer in Kontakt, sondern auch bei anderen Bewegungen, beispielsweise wenn sie sich lecken wollen. Dies führt dazu, dass die durch die Anbindung ohnehin bereits erheblich beschränkte Bewegungsfreiheit zusätzlich reduziert wird, die Kühe unter Verkrampfung also ständig natürliche Bewegungen und Verhaltensweisen unterdrücken müssen.
Tierschützer protestieren seit langem gegen Kuhtrainer, da sie mit artgerechter Tierhaltung nicht vereinbar sind. In Deutschland sind Kuhtrainer seit der Novellierung des Tierschutzgesetzes Ende 2010 jedoch nicht grundsätzlich verboten, da die nach Gesetzestext geforderten erheblichen Schmerzen, Leiden oder Schäden nicht nachweislich für die Tiere entstehen. In Schweden sind diese Geräte verboten, in Österreich dürfen seit 2005 keine neuen Anlagen installiert und Altgeräte nur noch an maximal einem Tag pro Woche in Betrieb genommen werden. Die Richtlinien der deutschen Bio-Verbände untersagen den Einsatz der Geräte generell, in der EG-Öko-Verordnung hingegen ist dieser Bereich nicht geregelt. In der Schweiz verbieten verschiedene Label-Programme (KAGfreiland, Bio Suisse) die Verwendung von Kuhtrainern, generell sind sie dort jedoch noch zulässig, dürfen jedoch höchstens zwei Tage die Woche in Betrieb genommen werden. Außerdem dürfen nur zugelassene Netzgeräte – die nach einer Panne abschalten – verwendet werden. Seit September 2013 sind keine Neuinstallationen mehr zulässig. 2016 wurden schätzungsweise noch 300.000 Kühe mit einem Kuhtrainer gehalten.